# 奥涅
奥涅（法語：Ognes，法語發音：[ɔɲ]）是法国上法蘭西大區埃纳省的一个市镇，属于拉昂区。

## 地理
奥涅（49°36'39"N, 3°11'39"E）面积6.14 平方千米，位于法国上法蘭西大區埃纳省，该省份为法国北部内陆省份，北起北部省，西接索姆省和瓦兹省，东临阿登省和马恩省，西南至塞纳-马恩省，东北部与比利时接壤。
与奥涅接壤的市镇（或旧市镇、城区）包括：阿贝库尔、科蒙、绍尼、讷夫略。

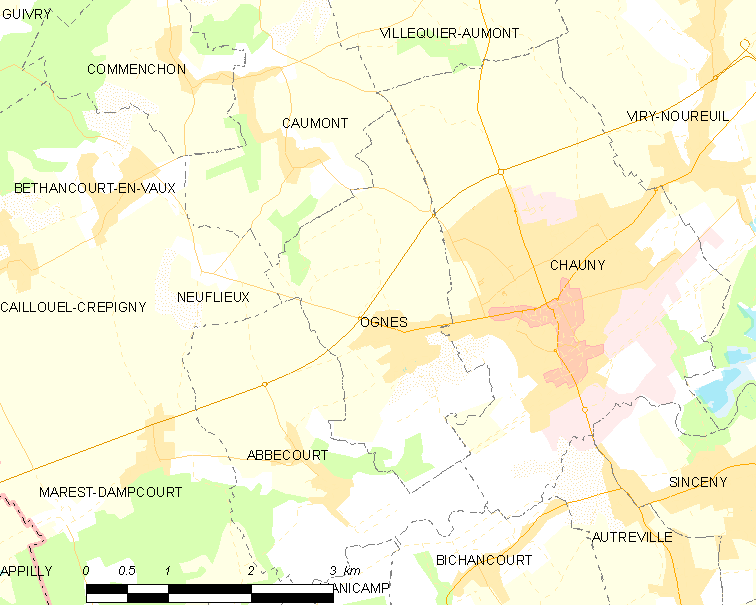
奥涅的OSM定位图

奥涅的时区为UTC+01:00、UTC+02:00（夏令时）。

## 行政
奥涅的邮政编码为02300，INSEE市镇编码为02566。

## 政治
奥涅所属的省级选区为绍尼县。

## 人口

1962-2008年间奥涅人口变化图示

奥涅于2022年1月1日时的人口数量为1113人。